# Graafschap Hanau-Lichtenberg
Het Graafschap Hanau-Lichtenberg was een tot de Boven-Rijnse Kreits behorend graafschap binnen het Heilige Roomse Rijk.

Hanau-Lichtenberg. 1: Hanau; 2: Zweibrücken; 3: Lichtenberg; 4: Ochsenstein; hart: Bitsch

Na de dood van graaf Reinhard II van Hanau in 1452 bleef het graafschap Hanau op grond van de bestaande priomogenituur ongedeeld. Zijn oudste zoon Reinhard III stierf echter in hetzelfde jaar en liet een onmondige zoon na, Philips de jongere. Om het voortbestaan van de dynastie te garanderen kreeg de tweede zoon van Reinhard II, Philips de Oudere in 1458 toestemming om te trouwen. De grootvader van moeders kant deelde daarop het graafschap tussen het Philips de Jongere en zijn oom Philips de Oudere. Daardoor ontstonden er twee graafschappen.
- Philips de Jongere kreeg de gebieden ten noorden van de Main met de residentie Hanau : Hanau-Münzenberg (uitgestorven in 1642)
- Philips de Oudere kreeg de gebieden ten zuiden van de Main met de residentie Babenhausen : Hanau-Lichtenberg (uitgestorven in 1736)

Ten gevolge van het huwelijk van Philips de Oudere met Anna van Lichtenberg erfde hun zoon Philps II in 1481 de helft van de heerlijkheid Lichtenberg, waarna ze zich van Hanau-Lichtenberg noemden. De andere helft van de erfenis kwam aan Simon Wecker van Bitsch-Zweibrücken. Na het uitsterven van de graven van Zweibrücken in 1570 kwam ook de andere helft van Lichtenberg aan Hanau (zonder de heerlijkheid Oberbronn, maar aangevuld met de heerlijkheid Ochsenstein.
De heerlijkheid Lichtenberg lag grotendeels in de Elzas met als centrum Lichtenberg (Bas-Rhin). Het tot deze heerlijkheid behorende ambt Lichtenau lag op de rechter-Rijnoever in het huidige Baden-Württemberg. Grenzend aan Lichtenau bezaten de graven al sinds 1288 het ambt Willstätt, dat oorspronkelijk in het bezit was van de heren van Geroldseck. In 1606 werd een verdrag met het hertogdom Lotharingen gesloten, waarbij tegen afstand van de aanspraken op het graafschap Bitsch het ambt Lemberg met Pirmasens wordt verworven. Buswiller was de residentie van het graafschap.
Midden in de Dertigjarige Oorlog stierf de tak Hanau-Münzenberg in 1642 uit. Op grond van een verdrag van 18 juli 1610 kwam het graafschap aan Hanau-Lichtenberg. Aangrenzende staten maakten echter aanspraken op het gebied en de nieuwe graaf kon slechts met behulp van Hessen zijn erfenis in bezit nemen. De prijs voor deze hulp bestond onder andere uit een erfverdrag dat de opvolging door Hessen regelde bij het uitsterven van Hanau-Lichtenberg.
In 1680 werden de gebieden die in de Elzas liggen een doelwit van de Franse Reunionspolitiek. In 1697 werd de inlijving bij Frankrijk erkend: de graven behielden het graafschap als particulier bezit, maar het overheidsgezag kwam aan Frankrijk. Tot in het begin van de twintigste eeuw werd dit gebied in de Elzas nog het Hanauer land genoemd.
Na de dood van Frederik Casimir in 1685 werd het graafschap weer verdeeld onder zijn twee neven:
- Philips Reinhard kreeg Hanau-Münzenberg (uitgestorven in 1712)
- Johan Reinhard kreeg Hanau-Lichtenberg (uitgestorven in 1736)

In 1712 werden beide delen weer herenigd. Op 26 januari werd met Hessen-Kassel een verdrag gesloten over de successie in Hanau-Münzenberg en op 18 maart 1718 een verdrag over de successie in Hanau-Lichtenberg. Hierin werd de heerlijkheid Babenhausen losgemaakt van Hanau-Münzenberg en gevoegd bij Hanau-Lichtenberg. Deze verandering was een wens van Johan Reinhard, die het graafschap Hanau-Lichtenberg met de heerlijkheid Babenhausen aan zijn schoonzoon Lodewijk VIII van Hessen-Darmstadt wilde nalaten. In 1728 bevestigde keizer Karel VI de verdragen.
In 1735 stond landgraaf Frederik I van Hessen-Kassel zijn rechten op Hanau-Münzenberg af aan zijn broer Willem VIII af en bezette Babenhausen enige dagen voor de dood van de laatste graaf van Hanau. Na veel strijd kwam er uiteindelijk een vergelijk. De heerlijkheid Babenhausen kwam grotendeels aan Hessen-Kassel en slechts voor een klein deel aan Hessen-Darmstadt.
In 1736 werd het graafschap dus bij Hessen-Darmstadt gevoegd. In 1797/1801 annexeerde alle gebieden op de linker-Rijnoever, dus zowel het al sinds 1680 onder Franse soevereiniteit staande gebied in de Elzas, als het ambt Lemberg met Pirmasens in de Rijnpalts.
In de paragrafen 5 en 7 van de Reichsdeputationshauptschluss van 25 februari 1803 werd het restant van het graafschap, namelijk de ambten Lichtenau en Willstätt door de landgraaf van Hessen-Darmstadt aan de keurvorst van Baden afgestaan. Hessen-Darmstadt kreeg voor deze afstand in combinatie met een serie andere het hertogdom Westfalen toegewezen. Het hertogdom Westfalen was tot dan toe bezit van het keurvorstendom Keulen.
Het Congres van Wenen in 1815 liet Lichtenberg bij Frankrijk, Lichtenau bij Baden en wees de heerlijkheid Lemberg toe aan het koninkrijk Beieren.

## Regenten
| regering  | naam               | geboren    | overleden  | familie |
| --------- | ------------------ | ---------- | ---------- | ------- |
| 1480-1504 | Philips II         | 31-5-1462  | 22-8-1504  |         |
| 1504-1538 | Philips III        | 18-10-1482 | 15-5-1538  | zoon    |
| 1538-1590 | Philips IV         | 20-5-1514  | 19-2-1590  | zoon    |
| 1590-1599 | Philips V          | 21-2-1541  | 2-6-1599   | zoon    |
| 1599-1626 | Johan Reinhard I   | 13-2-1569  | 19-11-1626 | zoon    |
| 1626-1641 | Philips Wolfgang   | 31-7-1595  | 14-2-1641  | zoon    |
| 1641-1680 | Frederik Casimir   | 4-8-1623   | 30-3-1685  | zoon    |
| 1641-1669 | Johan Philips      | 13-1-1626  | 28-12-1669 | broer   |
| 1641-1666 | Johan Reinhard II  | 13-1-1628  | 25-4-1666  | broer   |
| 1680-1685 | Philips Reinhard   | 2-8-1664   | 4-10-1712  | zoon    |
| 1712-1736 | Johan Reinhard III | 31-7-1665  | 28-43-1736 | broer   |